# Spyro: Year of the Dragon
Spyro: Year of the Dragon — третья видеоигра серии Spyro the Dragon. Это последняя игра серии, выпущенная для платформы PlayStation, и последняя, которую разрабатывала компания Insomniac Games. Игра была издана в Северной Америке и в PAL регионах в октябре и ноябре 2000 года соответственно. Это единственная игра о Spyro на PlayStation, которая не вышла в Японии.
Игра была названа в честь животного из китайского гороскопа, и которое было символом года на момент издания игры. Year of the Dragon рассказывает о фиолетовом драконе Спайро, который отправляется в «Забытые миры» после того как 150 магических драконьих яиц были украдены злой колдуньей из земли драконов. Игра ввела новых персонажей и мини-игр в серию, и улучшила графику и музыку по сравнению с предыдущими играми серии.
После издания игра продалась количеством больше двух миллионов экземпляров в США и получила положительные отзывы критиков. Рецензенты отметили что игра построила свой успех на формуле своих предшественниц путём добавления мини-игр и окружений. Игра была продолжена кроссплатформенной игрой Spyro: Enter the Dragonfly. Также она позднее была переиздана под лейблом Greatest Hits, а в ноябре 2018 года была переиздана в составе ремейка Spyro Reignited Trilogy.

## Игровой процесс
Игровой процесс игры Year of the Dragon проходит с видом от третьего лица. Основной целью игры является сбор драконьих яиц, украденных и разбросанных по 37 игровым мирам. Яйца либо спрятаны в укромных местах, либо даются в качестве вознаграждения за выполнение определенных задач и уровней. Отдельные уровни в игре связаны между собой с помощью больших «домашних миров» или «хабов», которые содержат порталы в множество различных уровней. Чтобы продолжить путь и попасть на следующий хаб, игрок должен пройти пять уровней, собрать определённое количество яиц и победить босса.
Игрокам не нужно собирать все яйца для того чтобы пройти основную часть игры или получить доступ к новым уровням — более того, некоторые яйца могут быть получены только при возвращении позднее на уровень. Драгоценные камни разбросаны по мирам, а часть из них спрятана в ящиках и вазах. Данные камни используются для подкупа медведя по имени Манибэг, который в обмен на них выпускает пленённых «помощников» и активирует предметы которые помогают Спайро продвигаться по уровням. При расчёте общего процента завершения игры учитывается количество собранных камней и яиц.
Игрок большую часть игры управляет драконом Спайро. Здоровье Спайро показывается с помощью его стрекозы-компаньона по имени Спаркс, который по мере получения урона меняет цвет и исчезает. Если у игрока нет Спаркса, то при получении следующего попадания он теряет жизнь и уровень начинается заново с последней посещенной контрольной точки. Здоровье восполняется с помощью потребления мелкой живности, которая восстанавливает Спаркса. У Спайро есть несколько способностей, такие как дыхание огнём, плавание и ныряние, парение, и удары головой, которые он может использовать для исследования уровней и битв с различными противниками, большинство из которых — существа, подобные носорогам, и называемые Райноками. Некоторые враги уязвимы только для определенных способностей. Также Спайро могут встретиться «усиливающие врата», которые дают ему специальные способности на ограниченный период времени.
В Year of the Dragon были введёны дополнительные играбельные персонажи, названные «зверушками», и которые постепенно становятся доступными когда игрок продвигается по сюжету игры. Зверушки, сидя в клетке, блокируют вход в свой уровень, и могут быть выпущены путём подкупа Манибэга. После этого игрок может использовать персонажа в специально выделенных разделах уровней. Также каждый домашний мир содержит по одному уровню, который целиком проходится персонажем, не являющимся Спайро. В сумме в игре семь играбельных персонажей, и каждый из них имеет собственные специальные способности. Кенгуру Шейла, для примера, может совершать двойной прыжок, а пингвин Сержант Берд вооружен ракетными установками и может бесконечно летать.
Кроме основной задачи по поиску драконьих яиц, игра Year of the Dragon также содержит большой набор мини-игр, которые отделяются от уровней в более мелких зонах. Некоторые из мини-игр были показаны в Spyro 2: Ripto’s Rage!, и впоследствии были расширены для Year of the Dragon, а остальные были совершенно новыми для серии. В эти мини-игры могут играть Спайро и другие играбельные персонажи.

## Сюжет
Игра начинается с празднования в земле драконов, когда Спайро и его родственники празднуют «Год Дракона» — событие, которое проходит каждые двенадцать лет, когда в царство прибывают новые драконьи яйца. Однако, когда все драконы спали после празднования, в Драконье Царство вторгается армия существ во главе с крольчихой-чародейкой Бьянкой, которая крадёт все яйца. Однако во время переноса последних яиц кража была обнаружена, и Спайро пустился в погоню, поскольку только он и Хантер пролезали в нору через которую были вынесены яйца.
При преследовании воров Спайро обнаруживает мир, когда-то населённый драконами, но давно заброшенный и забытый. Этот мир находится под железной властью Колдуньи и её армии Райноков. Спайро встречает кенгуру Шейлу, пингвина Сержанта Бёрда, йети Бентли, и мартышку Агента 9, которые помогают ему в поисках. Шейла рассказывает Спайро, что когда драконы покинули царство, волшебство также ушло из него. Спайро путешествует по забытому миру, помогает местным жителям и спасает драконьи яйца.
Выясняется, что Колдунье нужны не сами драконы-младенцы, а только их крылья, чтобы создать заклятье, которое может дать ей бессмертие. Как только Бьянка узнаёт об этом, она предаёт Колдунью и решает помочь Спайро победить её. Спайро в конце сражается с Колдуньей и побеждает её, но та выживает в битве, и Спайро приходится снова победить её чтобы вернуть последнее оставшееся яйцо. После сбора всех яиц Спайро возвращается со всеми молодыми драконами в Царство Драконов.

## Разработка
Разработка Year of the Dragon заняла десять с половиной месяцев, с ноября 1999 года по сентябрь 2000, а команда разработчиков вдохновлялась множеством других игр, включая Doom и Crash Bandicoot. Перед изданием игры была анонсирована новая функция под названием «автоматическая подстройка сложности» (англ. Auto Challenge Tuning), которую генеральный директор Insomniac Тед Прайс назвал «изобретённой для того, чтобы выровнять кривую сложности игрового процесса между игроками с разными способностями». При разработке уровни были по размерам сделаны гораздо больше уровней из Spyro 2, для того чтобы можно было добавить больше зон для мини-игр. При этом, для того чтобы игроки не путались с тем куда идти, зоны подгружались отдельно от основных. Прайс заявил, что добавление зверушек было способом сделать игру более приятной и разнообразной, при этом добавление Спайро новых способностей этому не помогло бы. Игра была названа Year of the Dragon только потому что её выход состоялся в 2000 году, который в китайском зодиаке является годом Дракона.
Издания, такие как IGN и GameSpot, в предварительных обзорах отметили что графика была улучшена и появилось много новых персонажей и локаций. Обозреватель IGN в своём предварительном обзоре оценили новые мини-игры, и отметил, что они достаточно сложны и дополняют собой простой игровой процесс основной игры. В интервью GameSpot Тед Прайс заявил, что основной акцент в игре был сделан на новых зверушках, но также отметил, что Спайро не выпадет из сюжета. Игра также получила защиту от взлома в дополнение к защите от копирования, присутствовавшей в предыдущих играх серии. Это возымело эффект, и помогло предотвратить взлом игры хакерами в течение двух месяцев после её выхода.
Несмотря на то, что игра получила положительный отклик, Year of the Dragon стала последней игрой в серии Spyro от Insomniac Games. В одном из интервью генеральный директор компании Тед Прайс сказал, что компания прекратила работу над играми серии, потому что не смогла сделать ничего нового с персонажем, и что после пяти лет разработки одной серии, команда хотела сделать что-то другое. Будущие игры серии Spyro создавались другими компаниями, такими как Digital Eclipse, Equinox Digital Entertainment, Eurocom, Krome Studios, Étranges Libellules, Tantalus Media, Vicarious Visions и Toys for Bob.

### Музыка
Музыка к Year of the Dragon была написана и спродюсирована Стюартом Коуплендом, бывшим ударником рок-группы The Police, а её записи содействовал Райан Беверидж. Во время перерыва в гастролях группы Коупленд занимался написанием саундтреков к фильмам, и сочинил партии для предыдущих игр серии Spyro. Прайс заявил, что работа Коупленда по третьей части игры была лучшей на тот момент.
В интервью Стюарт Коупленд рассказал, что процесс написания музыки к серии игр про Спайро всегда начинался с первоначального прохождения уровней игры, когда он пытался почувствовать «атмосферу» каждого уровня. Коупленд отметил сложность написания музыки для игр, что задача заключается в том, что нужно создать музыку которая была бы и интересна, и дополняла игровой процесс; его подход заключался в использовании более сложных гармоник и басов, чтобы в итоге музыка казалась игрокам «свежей» даже после многократного прослушивания. Он похвалил использование компакт-дисков консолью PlayStation, которые позволяли использовать высококачественный звук и не ограничивать себя технически. Коупленд записал целые оркестровые партии для дополнительного эффекта, когда визуальные образы требовали обширного звука, но для «энергичных» моментов игры использовал ударные и ритмичные мелодии.

## Оценки и критика
| Сводный рейтинг       | Сводный рейтинг |
| Агрегатор             | Оценка          |
| --------------------- | --------------- |
| GameRankings          | 90,59 %         |
| Metacritic            | 91/100          |
| Иноязычные издания    |                 |
| Издание               | Оценка          |
| AllGame               | [ 17 ]          |
| GameRevolution        | A-              |
| GameSpot              | 8,4/10          |
| IGN                   | 9,1/10          |
| Русскоязычные издания |                 |
| Издание               | Оценка          |
| OPM RU                | 8,2/10          |

Year of the Dragon вышла 24 октября 2000 года. Она получила признание критиков, на основании среднего балла в 91/100 по результатам 15 обзоров, собранных на сайте Metacritic. Согласно рейтингу GameRankings, Year of the Dragon находится на 19 месте среди наиболее высоко оценённых игр для PlayStation за всё время.
Брэд Шумэйкер из GameSpot отметил, что хотя Year of the Dragon не внесла существенных изменений в формулу предыдущих игр серии, новые игровые персонажи, более детализированная графика и большой набор различных мини-игр делают игру стоящей покупки. Дэвид Смит из IGN похвалил игру за хорошо проработанные уровни, фокус на нескольких персонажах и тот факт, что она подходит для игроков всех возрастов. Редакция журнала GamePro особенно отметила функцию игры, автоматически снижающую сложность, если игрок застрял в прохождении, назвав её выдающейся. Кевин Райс из Next Generation Magazine поставил игре высокую оценку, отметив высококлассный левел-дизайн, интуитивное управление и превосходную графику, что, по его мнению, делает Year of the Dragon лучшей игрой серии Spyro на тот момент и, вероятно, одной из лучших игр на PlayStation в принципе. Такие издания, как PSXExtreme, высказывали мысль, что музыка помогает привнести в миры подходящую атмосферу, а Allgame отметили, что «Insomniac заслуживают похвалы за то, что осознают важность музыки в играх, что улучшает весь игровой процесс». Помимо этого, критики хвалили озвучку и развитие персонажей.
Некоторые критики отмечали, что поведение камеры местами раздражает, особенно в тех случаях, когда она не поспевает за Спайро. Джозеф Паразен из Game Revolution посчитал, что звук в игре хоть и сделан качественно, в нём нет ничего экстраординарного, и назвал фоновую музыку и звуковые эффекты «довольно обычными», однако отметил, что озвучка выполнена на уровне выше среднего. Он посчитал единственным существенным недостатком «слишком неоригинальное» вступление игры, однако добавил: «история, раскрывающаяся по ходу игры, безупречно выстроена и довольно занимательна». Другие издания отмечали, что элементы игры могут ощущаться слишком похожими на предыдущие игры серии.
В США игра разошлась тиражом более двух миллионов копий. Игра получила «платиновый» статус от Entertainment and Leisure Software Publishers Association (ELSPA) за продажу более 300 000 копий на территории Великобритании.